# کن وال
کن وال (انگلیسی: Ken Wahl؛ زادهٔ ۳۱ اکتبر ۱۹۵۴ یا ۱۴ فوریهٔ ۱۹۵۷ (منابع متفاوت)) یک هنرپیشه اهل ایالات متحده آمریکا است.
از فیلم‌ها یا مجموعه‌های تلویزیونی که وی در آن‌ها نقش داشته است، می‌توان به گانگستر اشاره نمود.